# Orthoux-Sérignac-Quilhan
Orthoux-Sérignac-Quilhan település Franciaországban, Gard megyében. Lakosainak száma 439 fő (2022. január 1.). Orthoux-Sérignac-Quilhan Bragassargues, Brouzet-lès-Quissac, Cannes-et-Clairan, Gailhan, Lecques, Liouc, Quissac, Sardan és Vic-le-Fesq községekkel határos.

## Népesség
A település népességének változása:
| Lakosok száma | 171  | 165  | 272  | 371  | 404  | 404  | 416  | 429  | 435  | 439  |
|               | 1968 | 1982 | 1990 | 2006 | 2013 | 2015 | 2017 | 2019 | 2020 | 2022 |